# Анри Мишо
Анрѝ Мишо̀ (на френски: Henri Michaux) е белгийски и френски поет, белетрист и художник, една от най-ярките, колоритни и знакови фигури на френската поезия на 20 век. Формално може да бъде причислен към движението на сюрреалистите, но в стилово отношение поезията му се движи по свое собствено русло, което трудно се поддава на точни жанрови определения.

## Биография
Анри Мишо е роден на 24 май 1899 г. в белгийския град Намюр. Като юноша мечтае да стане свещеник, но разубеден от баща си следва медицина в Брюксел.
Напуска следването си и пътува из Северна и Южна Америка като моряк от френската търговска флота. Започва да публикува през 1923 г. Поради родителско неодобрение на начина му на живот се премества в Париж, където работи като учител и секретар. Започва да рисува, повлиян от творбите на Паул Клее, Макс Ернст, Джорджо де Кирико и Салвадор Дали. Авангардната му поезия започва да се публикува от 1926 г.
През 1927 пътува от Амстердам до Южна Африка, остава разочарован. По-късно пътува до Азия и в резултат започва да изучава индуистката митология. От това пътуване започва и интересът му към измислени, фантастични пътувания, често гравитиращи между сънища и реалност, и подплатени с хумор.
Между 1937 и 1939 г. Мишо редактира мистично списание. Първата изложба на картините му е през 1937 г. Като писател придобива известност през 40-те години на ХХ в. По време на Втората световна война Мишо се установява в Южна Франция, за да избегне окупацията. Оженва се през 1943 г., но през 1948 г. жена му умира при инцидент и той се концентрира върху рисуване и експерименти с наркотици – на 57 години започва да използва мескалин. Късните му текстове са силно повлияни от наркотични халюцинации. През 60-те прави филм за хашиша и мескалина.
През 1960 г. получава – и приема – награда на Венецианското биенале. Отказва Голямата френска награда за литература през 1965 г. (той е френски гражданин от 1955 г.).
Умира на 17 октомври 1984 г. в Париж.

## Творчество
Характерни за поезията на Мишо са резкият, понякога граничещ с циничното изказ, съчетан обаче с голяма душевна ранимост, която е в основата на най-талантливите му произведения („Забавената“, „По пътя към смъртта“, „Клоун“ и други). В България са издадени ограничен брой негови творби, издадени от издателство „Народна култура“ в преводи на Пенчо Симов (1978 г.) и Николай Кънчев (1981 г.)
Поезията на Мишо представлява своеобразен исторически вододел между творбите на „чистите“ сюрреалисти, чието поколение вече залязва в края на 40-те години на 20 век, и идните поетически поколения. В крак с модата на поетическото си поколение, и Мишо се стреми към остро, максимално изчерпателно опознаване на живота с всичките му крайности, опитва се да „достига границите на езика и разума“, (Пиер Сегерс), което понякога го въвлича в рисковани експерименти с психотропни вещества и наркотици. Да се твърди обаче, че поетическата дарба на Мишо е рожба на наркотиците, е не просто пресилено, но и дълбоко невярно, тъй като поетическият облик на Мишо с характерните за него виждане, стил и изказ започва да се формира още в началото на поетическата му кариера (1922 г.) и продължава да се оформя в поставените от него самия рамки последователно през целия му живот.
В лицето на Мишо френскоезичната поезия намира един от най-ярките изразители на противоречията на века. Макар винаги да остава дълбоко лична, поезията на Мишо не отминава и дълбоката рана на Втората световна война и смъртта, причинена от нея, но тя отново се пречупва през многостенната призма на нестандартния авторов поглед. С движението си към абсурдност в езика и изказа авторът сякаш подчертава гротескните, невиждани разрушения на войната и неестествеността, която тя внася в живота на обикновения човек – дори и такъв факт, че във военно време царевицата е била отглеждана за производство на спирт (заместител на бензина) изведнъж се намира гротескно отразен в стихотворна форма в поезията на Мишо („Извращават царевицата и тя локомотиви движи, но мира забавя“).

## Пътешествия
Макар и крайно ограничен в контактите си, Мишо обича да пътешества, като описва пътуванията си по света в редица книги.
През 1930 – 1931 пътешества из Азия или по-точно в Индия, Китай и Япония. Описва това в книгата си „Варварин в Азия“ (Un barbare en Asie, 1933).
По-късно пътешества през двете Америки. Описва Еквадор в своята книга „Еквадор“ (Ecuador, 1939).
През 1955 френски гражданин и прекарва там остатъка от живота си заедно със семейството си. През 1965 печели Националната награда за литература.

## В музиката
„З стихотворения на Анри Мишо“ за смесен хор и оркестър (1963) пише Витолд Лютославски. Няколко текста на Мишо са използвани в концерта на американската певица и композиторка Диаманда Галас „Defixiones, Will and Testament“ (1999, CD 2003). Балет, озаглавен „Mouvements“, по стихове и рисунки на Мишо поставя през 2005 г. Мари Шуйнар.

## За него
- Чоран Е., Мишо (в Упражнения по възхита), в сб. Шемет на скептицизма, София: Панорама, 1996, с.310 – 5
- Müller-Yao, Marguerite Hui: „Der Einfluß der Kunst der chinesischen Kalligraphie auf die westliche informelle Malerei“, Diss. Бон, Кьолн 1985. ISBN 3883750514
- Müller-Yao, Marguerite: „Informelle Malerei und chinesische Kalligrafie“, in: „Informel, Begegnung und Wandel“, (hrsg von Heinz Althöfer, Schriftenreihe des Museums am Ostwall; Bd. 2), Дортмунд 2002. ISBN 3611010626
- Rolf Wedewer, „Die Malerei des Informel. Weltverlust und Ich-Behauptung“, Deutscher Kunstverlag, Мюнхен, 2007. ISBN 342065601